# HERTZ
『HERTZ』（ヘルツ）は、1986年5月5日に発売された小森まなみの1枚目のアルバム。

## 解説
- 初のオリジナルアルバム、「HERTZ」シリーズ三部作の第1弾となった。今作は作詞家・作曲家が手掛けた楽曲が主になっているが、小森自身の作詞・作曲による「FOR YOU〜まみの子守唄〜」が収録。
- 当初はレコードとカセットテープで発売され、CD版は1年遅れての発売となった。なお、CD版は1993年に再発売されている。
- レコード・カセットテープには6曲入りのミニアルバム形式でリリースされた。CD盤には「X'mas Present」「HERTZ〜電波の天使たち〜（カラオケ）」を追加した8曲入りとなっている。
- 全8曲中7曲の編曲を馬飼野康二が手掛けている。

## 収録曲

### LP・CT

#### A面
| 全編曲: 馬飼野康二。 |                            |           |           |       |
| #                    | タイトル                   | 作詞      | 作曲      | 時間  |
| 1.                   | 「リクエストはSweet Kiss」 | 松宮恭子  | 松宮恭子  | 3:39  |
| 2.                   | 「つらいねロストラブ」     | 佐伯健三  | 沖山優司  | 4:19  |
| 3.                   | 「そして次の夏が来た」     | 松本一起  | 伊藤銀次  | 4:11  |
| 合計時間:            | 合計時間:                  | 合計時間: | 合計時間: | 12:09 |

#### B面
| 全編曲: 馬飼野康二。 |                             |               |            |       |
| #                    | タイトル                    | 作詞          | 作曲       | 時間  |
| 1.                   | 「LOVE ME BACK」            | Suzanne K.Kim | 馬飼野康二 | 3:33  |
| 2.                   | 「日曜まで待てない」        | 紗呷南        | 尾関裕司   | 4:19  |
| 3.                   | 「FOR YOU〜まみの子守唄〜」 | 小森まなみ    | 小森まなみ | 4:11  |
| 合計時間:            | 合計時間:                   | 合計時間:     | 合計時間:  | 12:03 |

### CD
| 全編曲: 馬飼野康二（except M-1 編曲：丸山恵市）。 |                                                                                     |               |            |       |
| #                                                 | タイトル                                                                            | 作詞          | 作曲       | 時間  |
| 1.                                                | 「X'mas Present」                                                                   | 小森まなみ    | 伊藤銀次   | 7:21  |
| 2.                                                | 「リクエストはSweet Kiss」                                                          | 松宮恭子      | 松宮恭子   | 3:39  |
| 3.                                                | 「つらいねロストラブ」                                                              | 佐伯健三      | 沖山優司   | 4:19  |
| 4.                                                | 「そして次の夏が来た」                                                              | 松本一起      | 伊藤銀次   | 4:11  |
| 5.                                                | 「LOVE ME BACK」                                                                    | Suzanne K.Kim | 馬飼野康二 | 3:33  |
| 6.                                                | 「日曜まで待てない」                                                                | 紗呷南        | 尾関裕司   | 4:19  |
| 7.                                                | 「FOR YOU〜まみの子守唄〜」(ラジオ番組『mamiのRADIかるコミュニケーション』EDテーマ) | 小森まなみ    | 小森まなみ | 4:11  |
| 8.                                                | 「HERTZ〜電波の天使たち〜（カラオケ）」                                             |               | 池間史規   | 4:36  |
| 合計時間:                                         | 合計時間:                                                                           | 合計時間:     | 合計時間:  | 36:09 |